# Station Aswan
Station Aswan (Arabisch: محطة أسوان) is een station in de Egyptische stad Aswan dat in 1898 werd geopend. Het ligt op 98 meter boven zeeniveau nabij het centrum van Aswan en is het zuidelijkste grote station voor de grens met Soedan. Het station wordt beheerd door de Egyptische nationale spoorwegen en wordt met name bediend door treinen op de route Alexandrië - Caïro - Luxor - Aswan.

## Geschiedenis
In 1898 bereikte de Opper-Egyptelijn Aswan en werd het station geopend. In verband met Britse plannen voor een spoorlijn tussen Kaapstad en de Middellandsezee werd ten zuiden van Luxor kaapspoor met een spoorwijdte van 1067 mm toegepast. In 1926 werd het kaapspoor vervangen door normaalspoor zodat een doorgaande treindienst tussen Caïro en Aswan mogelijk werd. De Compagnie Internationale des Wagons-Lits trok toen haar toeristische treindienst door naar Aswan en de steiger bij El Shallal aan de Nijl boven de stuwdam van Aswan. De rit tussen Caïro en El Shallal kostte vijftien en een half uur. In El Shallal was aansluiting op de boot naar Aboe Simbel en Wadi Halfa in Soedan om de reis naar Kaapstad voort te zetten. De treindienst werd in 1939 gestaakt, na de Tweede Wereldoorlog kwam alleen de nachttrein terug.

## Reizigersdienst
Het stationsgebouw heeft een stationshal met loketten voor kaartverkoop, waarvan er één is gereserveerd voor nachttreinen met slaaprijtuigen. Er is ook een automaat waarmee u vervoersbewijzen kunt kopen. In het station is een cafetaria ingericht.
Het station wordt vooral aangedaan door binnenlandse treinen, autobusdiensten en sneltreinen die rijden tussen Alexandrië - Caïro - Luxor - Aswan. Deze dienst wordt aangevuld met directe nachttreinen van Watania-slaaptreinen.